# 中国矿业大学徐海学院
中国矿业大学徐海学院，是中国矿业大学举办的普通全日制本科独立学院，地处中国矿业大学文昌校区。

## 历史
- 1999年，批准成立，为公有民办二级学院；
- 2004年~2005年，转为独立学院。

## 专业设置
- 经济与管理系
- 机电与材料工程系
- 信息与电气工程系
- 建筑与安全工程系
- 计算机科学与技术系
- 外国语言文化系
- 文学与艺术系